# Molí del Ferrer
El Molí del Ferrer és una obra del municipi de Saldes (Berguedà) inclosa en l'Inventari del Patrimoni Arquitectònic de Catalunya.

## Descripció
Del molí fariner de Llenes únicament en restes dempeus algunes parets de les pallisses del casal moliner, així com la mola i el cacau. Era una construcció molt senzilla feta amb maçoneria i coberta de fusta que de d'un petit replà s'allargava fins al peu del riu on hi havia les moles i el cacau, la bassa(...)

## Història
El molí fou construït a finals del s. XVII o començaments del XVIII al peu de la riera de Gresolet i funcionava temporalment quan les aigües permetien omplir la bassa. És l'únic molí fariner d'aquest petit curs d'aigua i era utilitzat per les cases de pagès situades en aquest sector del peu del Pedraforca. Es va mantenir actiu fins després de la Guerra Civil però, un cop abandonat, el materials s'aprofitaren per altres construccions.